# 希尔兹堡 (加利福尼亚州)
希尔兹堡（英文：Healdsburg），是美国加利福尼亚州索诺玛县下属的一个城市。于1867年2月20日建市。城市面积约为11.6平方公里，根据2010年美国人口普查，该市有人口11,254人。